# Eric Dane
Eric Dane (* 9. listopadu 1972, San Francisco, Kalifornie, USA) je americký herec. Nejvíce se proslavil rolí doktora Marka Sloana v televizním seriálu stanice ABC Chirurgové. Dále se proslavil díky rolí ve filmech Marley a já, Na sv. Valentýna a Variaté a v americkém seriálu Poslední loď jako kapitán/ admirál Thomas W. „Tom“ Chandler.

## Životopis
Narodil se v San Franciscu v Kalifornii matce v domácnosti, Leah, a interiérovému designerovi a architektovi . Má mladšího bratra. Dane byl vychován podle matčina židovského náboženství. Chodil na Sequoia High School v Redwood City v Kalifornii, od roku 1987 do roku 1990 a na San Mateo střední školu v San Mateu v Kalifornii, od roku 1990 do roku 1991, kde také promoval.[zdroj?] Dane se na střední škole věnoval vodnímu pólu , ale rozhodl se věnovat herectví po účinkování ve středoškolské hře od Arthura Millera Všichni mí synové.

## Kariéra
V roce 1993 se Eric Dane přestěhoval do Los Angeles, kde získal menší role v televizních seriálech Saved by the Bell, Báječná léta, Roseanne, a Ženatý se závazky a další. V roce 2000 podepsal smlouvu na dvě sezóny v seriálu Čarodějky a následně hrál v seriálu Gideon's Crossing. Televizní filmy, ve kterých účinkoval, jsou v našich končinách téměř neznámé, mezi známější patří například Tajná služba“ (Serving in Silence: The Margarethe Cammermeyer Story, 1995), „Hlava nehlava“ (Helter Skelter, 2004), kde hraje jednoho ze členů sekty nejznámějšího masového vraha Charlese Mansona. Hrál například i ve filmech The Basket (1999), Zoe, Duncan, Jack & Jane, Sol Goode, Feast, Open Water 2, a X-Men: Poslední vzdor.
V roce 2005 hostoval v seriálu Chirurgové. Jeho role dr. Marka Sloana sklidila natolik pozitivní reakce od diváků, že se Eric Dane stal jednou z hlavních postav 3. sezóny. Jeho první scéna, ve které vešel z koupelny jen se strategicky ovázaným ručníkem byla označena jako "watercooler moment." .
V prosinci 2006 účinkoval ve filmu Svatební války. Hrál zde bratra gaye, který se zúčastnil protestu na podporu svatební rovnosti homosexuálů. Po boku Patricka Dempseyho si zahrál v romantické komedii Na sv. Valentýna..V říjnu 2012 byl obsazen do dramatického seriálu stanice TNT Poslední loď.

## Osobní život
Eric Dane se 29. října 2004 oženil s herečkou Rebeccou Gayheart. Jejich první dítě, dcera Billie Beatrice, se narodila 3. března 2010  28. prosince 2011 se páru narodila druhá dcera Georgia Geraldine. V únoru roku 2018 Gayheart zažádala o rozvod.
Eric Dane se v červnu roku 2011 zapsal na odvykací léčbu a po 30 dnech terapie se vrátil do práce. Dane se přihlásil do Kalifornského odvykacího centra po uvědomění si své závislosti na lécích, které užíval po sportovním zranění.
V dubnu 2025 oznámil, že mu byla diagnostikována amyotrofická laterální skleróza (ALS).

## Filmografie

### Film
| Rok  | Název                 | Role                      | Poznámky |
| ---- | --------------------- | ------------------------- | -------- |
| 1999 | The Basket            | Tom Emery                 |          |
| 2001 | Sol Goode             | Dramatický herec          |          |
| 2005 | Krvavá hostina        | Hero                      |          |
| 2006 | X-Men: Poslední vzdor | Jamie Madrox/Multiple Man |          |
| 2006 | Odsouzeni zemřít      | Dan                       |          |
| 2008 | Marley a já           | Sebastian Tunney          |          |
| 2010 | Na sv. Valentýna      | Sean Jackson              |          |
| 2010 | Varieté               | Marcus Gerber             |          |
| 2016 | Ostrovní přízraky     | Doyle                     |          |

### Televize
| Rok       | Název                    | Role                 | Poznámky |
| --------- | ------------------------ | -------------------- | --- |
| 1991      | Saved by the Bell        | Tad Pogue            | díl: „The Game“ |
| 1992      | Odpadlík                 | Jimmy Warren         | díl: „Matka kuráž“ |
| 1993      | Báječná léta             | Brett                | díl: „Nos“ |
| 1995      | Tajná služba             | Matt                 | TV film |
| 1995      | Ženatý se závazky        | Oliver Cole          | díl: „Studentské rádio“ |
| 1996      | Svůdná nenávist          | Nick                 | TV film |
| 1996      | Policie z Palm Beach     | Justin Whalen        | díl: „Private Dancer“ |
| 1996      | Roseanne                 | Bellhop              | díl: „Disney World War II“ |
| 2000      | Zoe, Duncan, Jack & Jane | Alec                 | díl: „Kiss of Death“ |
| 2001      | Ball & Chain             | Jack                 | TV film |
| 2001      | Gideon's Crossing        | Dr. Wyatt Cooper     | 4 díly |
| 2002      | The American Embassy     | Rob Goodwin          | 3 díly |
| 2003–2004 | Čarodějky                | Jason Dean           | Vedlejší role, 9 díly |
| 2004      | Las Vegas: Kasino        | Leo Broder           | 2 díly |
| 2004      | Hlava nehlava            | Charles "Tex" Watson | TV film |
| 2005      | Painkiller Jane          | Nick Pierce          | TV film |
| 2006      | Svatební války           | Ben Grandy           | TV film |
| 2006–2012 | Chirurgové               | Dr. Mark Sloan       | 138 dílů Satellite Award v kategorii Nejlepší obsazení v TV seriálu Screen Actors Guild Award v kategorii Nejlepší obsazení v dramatickém seriálu |
| 2009–2010 | Private Practice         | Dr. Mark Sloan       | 2 díly |
| 2014–2018 | Poslední loď             | kapitán Tom Chandler | hlavní role, 56 dílů |
| 2015      | The Fixer                | Cartner              | limitovaný seriál |
| 2018      | Griffinovi               | sám sebe (hlas)      | díl: „Veteran Guy“ |
| 2019      | Euforie                  | Cal Jacobs           | hlavní role, 8 dílů |